# Filmåret 2021
Filmåret 2021 är en översikt över händelser, inklusive prisutdelningar, festivaler, en lista över släppta filmer och anmärkningsvärda dödsfall.

## Mest inkomstbringande filmer
| Rank | Titel                                     | Distribution             | Intäkter       |
| ---- | ----------------------------------------- | ------------------------ | -------------- |
| 1    | Spider-Man: No Way Home                   | Sony                     | $1 901 232 550 |
| 2    | The Battle at Lake Changjin               | Huaxia Film Distribution | $902 540 935   |
| 3    | Hi, Mom                                   | Lian Ray Pictures        | $822 009 764   |
| 4    | No Time to Die                            | MGM / Universal          | $774 153 007   |
| 5    | Fast & Furious 9                          | Universal                | $726 229 501   |
| 6    | Detective Chinatown 3                     | Wanda Pictures           | $686 257 563   |
| 7    | Venom: Let There Be Carnage               | Sony                     | $506 863 592   |
| 8    | Godzilla vs. Kong                         | Warner Bros. / Tōhō      | $470 067 014   |
| 9    | Shang-Chi and the Legend of the Ten Rings | Disney                   | $432 243 292   |
| 10   | Sing 2                                    | Universal                | $407 920 044   |

## Händelser
- 25 januari – Guldbaggegalan
- 28 februari – Golden Globe-galan
- 7 mars – Critics' Choice Movie Awards
- 4 april – Screen Actors Guild Awards
- 10–11 april – BAFTA-galan
- 25 april – Oscarsgalan
- 6–17 juli – Filmfestivalen i Cannes

## Årets filmer
A
- Afterlife of the Party

B
- Berättelsen om Askungen
- Black Widow

C
- Candyman
- Cruella

D
- The Dig
- Dune

E
- Encanto
- Eternals

F
- Fast & Furious 9
- Free Guy
- The French Dispatch

G
- Ghostbusters: Afterlife
- Godzilla vs. Kong

H
- Halloween Kills
- Home Sweet Home Alone

I
- In the Heights

J
- Jag är Zlatan
- Jungle Cruise

K
- The King's Man

L
- Licorice Pizza
- Luca

M
- The Matrix Resurrections
- Minioner: Berättelsen om Gru
- Mortal Kombat

N
- No Time to Die

O
- Old

R
- Raya och den sista draken

S
- Sagan om Karl-Bertil Jonssons julafton
- Shang-Chi and the Legend of the Ten Rings
- Space Jam: A New Legacy
- Spider-Man: No Way Home
- Spiral: From the Legacy of Saw
- Spirit: Vild och fri
- The Suicide Squad
- Sune – Uppdrag midsommar

U
- Utvandrarna

V
- Venom: Let There Be Carnage

W
- West Side Story

Z
- Zack Snyder's Justice League

## Svenska biopremiärer
Filmer som kommer att ha eller hade premiär i Sverige under 2021.
| Sverigepremiärer 2021 | Sverigepremiärer 2021 | Sverigepremiärer 2021                     | Sverigepremiärer 2021                  | Sverigepremiärer 2021 | Sverigepremiärer 2021       | Sverigepremiärer 2021 |
| Datum                 | Datum                 | Titel                                     | Land                                   | Regi och medverkande | Genre                       | Ref                   |
| --------------------- | --------------------- | ----------------------------------------- | -------------------------------------- | --- | --------------------------- | --------------------- |
| M A R S               | 5                     | Raya och den sista draken                 | USA                                    | Regi: Don Hall & Carlos López Estrada; Med: Kelly Marie Tran, Awkwafina, Izaac Wang, Gemma Chan, Daniel Dae Kim               | Animerad, Action, Äventyr   | [ 2 ] [ 3 ]           |
| A P R I L             | 9                     | En runda till                             | Danmark                                | Regi: Thomas Vinterberg; Med: Mads Mikkelsen, Thomas Bo Larsen, Lars Ranthe, Magnus Millang, Maria Bonnevie                   | Drama, Komedi               | [ 4 ] [ 5 ]           |
| M A J                 | 28                    | Cruella                                   | USA                                    | Regi: Craig Gillespie; Med: Emma Stone, Emma Thompson, Joel Fry, Paul Walter Hauser, John McCrea                              | Komedi, Drama, Kriminal     | [ 6 ] [ 7 ]           |
| M A J                 | 28                    | Godzilla vs. Kong                         | USA                                    | Regi: Adam Wingard; Med: Alexander Skarsgård, Millie Bobby Brown, Rebecca Hall, Brian Tyree Henry, Shun Oguri                 | Action, Sci-Fi, Thriller    | [ 8 ] [ 9 ]           |
| M A J                 | 28                    | Spiral: From the Legacy of Saw            | USA                                    | Regi: Darren Lynn Bousman; Med: Morgan David Jones, Samuel L. Jackson, Ali Johnson, Dan Petronijevic, Chris Rock              | Kriminal, Skräck, Mysterium | [ 10 ] [ 11 ]         |
| J U N I               | 11                    | Sune – Uppdrag midsommar                  | Sverige                                | Regi: Erland Beskow; Med: Elis Gerdt, Baxter Renman, Tea Stjärne, Fredrik Hallgren, Sissela Benn, Lily Wahlsteen              | Familj                      | [ 12 ] [ 13 ]         |
| J U N I               | 18                    | In the Heights                            | USA                                    | Regi: Jon M. Chu; Med: Stephanie Beatriz, Lin-Manuel Miranda, Jimmy Smits, Anthony Ramos, Ariana Greenblatt                   | Drama, Musikal              | [ 14 ] [ 15 ]         |
| J U L I               | 2                     | Croodarna 2: En ny tid                    | USA                                    | Regi: Joel Crawford; Med: Nicolas Cage, Emma Stone, Ryan Reynolds, Catherine Keener, Cloris Leachman                          | Animerad, Äventyr, Komedi   | [ 16 ] [ 17 ]         |
| J U L I               | 7                     | Black Widow                               | USA                                    | Regi: Cate Shortland; Med: Scarlett Johansson, Florence Pugh, Rachel Weisz, David Harbour, William Hurt                       | Action, Thriller            | [ 18 ] [ 19 ]         |
| J U L I               | 14                    | Fast & Furious 9                          | USA                                    | Regi: Justin Lin; Med: Charlize Theron, Vin Diesel, Michelle Rodríguez, Nathalie Emmanuel, Helen Mirren                       | Action, Äventyr, Kriminal   | [ 20 ] [ 21 ]         |
| J U L I               | 23                    | Old                                       | USA                                    | Regi: M. Night Shyamalan; Med: Thomasin McKenzie, Rufus Sewell, Embeth Davidtz, Abbey Lee, Alex Wolff                         | Thriller                    | [ 22 ] [ 23 ]         |
| J U L I               | 28                    | Jungle Cruise                             | USA                                    | Regi: Jaume Collet-Serra; Med: Jesse Plemons, Dwayne Johnson, Emily Blunt, Paul Giamatti, Edgar Ramírez                       | Action, Äventyr, Komedi     | [ 24 ] [ 25 ]         |
| A U G U S T I         | 6                     | The Suicide Squad                         | USA                                    | Regi: James Gunn; Med: Margot Robbie, Joel Kinnaman, Taika Waititi, Sylvester Stallone, Idris Elba                            | Action, Äventyr, Fantasy    | [ 26 ] [ 27 ]         |
| A U G U S T I         | 11                    | Free Guy                                  | USA                                    | Regi: Shawn Levy; Med: Ryan Reynolds, Taika Waititi, Jodie Comer, Joe Keery, Lil Rel Howery                                   | Action, Äventyr, Komedi     | [ 28 ] [ 29 ]         |
| A U G U S T I         | 11                    | Spirit: Vild och fri                      | USA                                    | Regi: Elaine Bogan; Med: Isabela Merced, Marsai Martin, Mckenna Grace, Walton Goggins, Andre Braugher                         | Äventyr, Familj             | [ 30 ] [ 31 ]         |
| S E P T E M B E R     | 1                     | Shang-Chi and the Legend of the Ten Rings | USA                                    | Regi: Destin Daniel Cretton; Med: Simu Liu, Awkwafina, Fala Chen, Ronny Chieng, Tony Chiu-Wai Leung                           | Action, Äventyr, Fantasy    | [ 32 ] [ 33 ]         |
| S E P T E M B E R     | 15                    | Dune                                      | Kanada · Ungern · Storbritannien · USA | Regi: Denis Villeneuve; Med: Zendaya, Timothée Chalamet, Josh Brolin, Rebecca Ferguson, Jason Momoa                           | Äventyr, Drama, Sci-Fi      | [ 34 ] [ 35 ]         |
| S E P T E M B E R     | 30                    | No Time to Die                            | Storbritannien · USA                   | Regi: Cary Joji Fukunaga; Med: Daniel Craig, Rami Malek, Léa Seydoux, Lashana Lynch, Ben Whishaw                              | Action, Äventyr, Thriller   | [ 36 ] [ 37 ]         |
| O K T O B E R         | 15                    | Halloween Kills                           | USA                                    | Regi: David Gordon Green; Med: Jamie Lee Curtis, Judy Greer, Anthony Michael Hall, Kyle Richards, Dylan Arnold                | Skräck, Thriller            | [ 38 ] [ 39 ]         |
| O K T O B E R         | 20                    | Venom: Let There Be Carnage               | Australien · Storbritannien · USA      | Regi: Andy Serkis; Med: Tom Hardy, Michelle Williams, Stephen Graham, Woody Harrelson                                         | Action, Skräck, Sci-Fi      | [ 40 ] [ 41 ]         |
| N O V E M B E R       | 3                     | Eternals                                  | USA                                    | Regi: Chloé Zhao; Med: Angelina Jolie, Richard Madden, Salma Hayek, Gemma Chan, Kumail Nanjiani                               | Action, Äventyr, Drama      | [ 42 ] [ 43 ]         |
| N O V E M B E R       | 12                    | Last Night in Soho                        | Storbritannien                         | Regi: Edgar Wright; Med: Thomasin McKenzie, Anya Taylor-Joy, Matt Smith, Terence Stamp                                        | Drama, Skräck, Thriller     | [ 44 ] [ 45 ]         |
| N O V E M B E R       | 12                    | Sagan om Karl-Bertil Jonssons julafton    | Sverige                                | Regi: Hannes Holm; Med: Jonas Karlsson, Jennie Silfverhjelm, Simon Larson, Vanna Rosenberg                                    | Drama, Komedi               | [ 46 ] [ 47 ]         |
| N O V E M B E R       | 19                    | Ghostbusters: Afterlife                   | USA                                    | Regi: Jason Reitman; Med: Finn Wolfhard, Mckenna Grace, Carrie Coon, Sigourney Weaver, Bill Murray, Dan Aykroyd, Ernie Hudson | Komedi, Fantasy             | [ 48 ] [ 49 ]         |
| N O V E M B E R       | 26                    | Encanto                                   | USA                                    | Regi: Jared Bush, Charise Castro Smith, Byron Howard; Med: Stephanie Beatriz, John Leguizamo, Wilmer Valderrama, Angie Cepeda | Animerad, Äventyr, Komedi   | [ 50 ] [ 51 ]         |
| D E C E M B E R       | 10                    | West Side Story                           | USA                                    | Regi: Steven Spielberg; Med: Ansel Elgort, Rachel Zegler, Ariana DeBose, David Alvarez, Rita Moreno                           | Kriminal, Drama, Musikal    | [ 52 ] [ 53 ]         |
| D E C E M B E R       | 15                    | Spider-Man: No Way Home                   | USA                                    | Regi: Jon Watts; Med: Tom Holland, Zendaya, Benedict Cumberbatch, Marisa Tomei, Jacob Batalon                                 | Action, Äventyr, Sci-Fi     | [ 54 ] [ 55 ]         |
| D E C E M B E R       | 22                    | The Matrix Resurrections                  | USA                                    | Regi: Lana Wachowski; Med: Keanu Reeves, Carrie-Anne Moss, Jada Pinkett Smith, Lambert Wilson, Daniel Bernhardt               | Action, Sci-Fi              | [ 56 ] [ 57 ]         |
| D E C E M B E R       | 25                    | Utvandrarna                               | Sverige                                | Regi: Erik Poppe; Med: Lisa Carlehed, Gustaf Skarsgård, Lena Strömdahl, Sofia Helin, Tove Lo                                  | Drama                       | [ 58 ] [ 59 ]         |

## Avlidna
- 4 januari – Tanya Roberts, 65, amerikansk skådespelare.[60]
- 11 januari – Tord Peterson, 94, svensk skådespelare.[61]
- 12 januari – Mona Malm, 85, svensk skådespelare.[62]
- 23 januari – Hal Holbrook, 95, amerikansk skådespelare.[63]
- 24 januari – Gunnel Lindblom, 89, svensk skådespelare och regissör.[64]
- 27 januari – Cloris Leachman, 94, amerikansk skådespelare.[65]
- 3 februari – Margreth Weivers, 94, svensk skådespelare.[66]
- 5 februari – Christopher Plummer, 91, kanadensisk skådespelare.[67]
- 5 mars – David Bailie, 83, sydafrikansk skådespelare och fotograf.[68]
- 15 mars – Yaphet Kotto, 81, amerikansk skådespelare.[69]
- 5 april – Paul Ritter, 54, brittisk skådespelare.[70]
- 1 maj – Olympia Dukakis, 89, amerikansk skådespelare.[71]
- 11 maj – Norman Lloyd, 106, amerikansk skådespelare och regissör.[72]
- 18 maj – Charles Grodin, 86, amerikansk skådespelare.[73]
- 26 maj – Sylva Åkesson, 104, svensk skådespelare.[74]
- 7 juni – Göte Fyhring, 92, svensk skådespelare.[75]
- 13 juni – Ned Beatty, 83, amerikansk skådespelare.[76]
- 4 augusti – Åke Lundqvist, 85, svensk skådespelare.[77]
- 28 augusti – Anki Larsson, 67, svensk skådespelare.[78]
- 29 augusti – Ed Asner, 91, amerikansk skådespelare och röstskådespelare.[79]
- 30 augusti – Oliver Loftéen, 42, svensk skådespelare.[80]
- 6 september – Jean-Paul Belmondo, 88, fransk skådespelare.[81]
- 14 september – Norm Macdonald, 61, kanadensisk skådespelare.[82]
- 16 september – Jane Powell, 92, amerikansk skådespelare.[83]
- 3 oktober – Gunnar Ernblad, 75, svensk röstskådespelare, skådespelare och översättare.[84]

### Fotnoter
1. ↑  ”2021 Worldwide Box Office”. Box Office Mojo. https://www.boxofficemojo.com/year/world/2021/. Läst 14 augusti 2022.
2. ↑  ”Raya och den sista draken (2021)”. Internet Movie Database. http://www.imdb.com/title/tt5109280/.
3. ↑  ”Raya och den sista draken (2021)”. Svensk Filmdatabas. http://www.svenskfilmdatabas.se/sv/item/?type=film&itemid=647221.
4. ↑  ”En runda till (2020)”. Internet Movie Database. http://www.imdb.com/title/tt10288566/.
5. ↑  ”En runda till (2020)”. Svensk Filmdatabas. http://www.svenskfilmdatabas.se/sv/item/?type=film&itemid=625304.
6. ↑  ”Cruella (2021)”. Internet Movie Database. http://www.imdb.com/title/tt3228774/.
7. ↑  ”Cruella (2021)”. Svensk Filmdatabas. http://www.svenskfilmdatabas.se/sv/item/?type=film&itemid=648280.
8. ↑  ”Godzilla vs. Kong (2021)”. Internet Movie Database. http://www.imdb.com/title/tt5034838/.
9. ↑  ”Godzilla vs. Kong (2021)”. Svensk Filmdatabas. http://www.svenskfilmdatabas.se/sv/item/?type=film&itemid=648235.
10. ↑  ”Spiral: From the Legacy of Saw (2021)”. Internet Movie Database. http://www.imdb.com/title/tt10342730/.
11. ↑  ”Spiral: From the Legacy of Saw (2021)”. Svensk Filmdatabas. http://www.svenskfilmdatabas.se/sv/item/?type=film&itemid=648283.
12. ↑  ”Sune – Uppdrag midsommar (2021)”. Internet Movie Database. http://www.imdb.com/title/tt12567476/.
13. ↑  ”Sune – Uppdrag midsommar (2020)”. Svensk Filmdatabas. http://www.svenskfilmdatabas.se/sv/item/?type=film&itemid=631228.
14. ↑  ”In the Heights (2021)”. Internet Movie Database. http://www.imdb.com/title/tt7097896/.
15. ↑  ”In the Heights (2021)”. Svensk Filmdatabas. http://www.svenskfilmdatabas.se/sv/item/?type=film&itemid=648384.
16. ↑  ”Croodarna 2: En ny tid (2020)”. Internet Movie Database. http://www.imdb.com/title/tt2850386/.
17. ↑  ”Croodarna 2: En ny tid (2020)”. Svensk Filmdatabas. http://www.svenskfilmdatabas.se/sv/item/?type=film&itemid=648501.
18. ↑  ”Black Widow (2021)”. Internet Movie Database. http://www.imdb.com/title/tt3480822/.
19. ↑  ”Black Widow (2021)”. Svensk Filmdatabas. http://www.svenskfilmdatabas.se/sv/item/?type=film&itemid=648575.
20. ↑  ”Fast & Furious 9 (2021)”. Internet Movie Database. http://www.imdb.com/title/tt5433138/.
21. ↑  ”Fast & Furious 9 (2021)”. Svensk Filmdatabas. http://www.svenskfilmdatabas.se/sv/item/?type=film&itemid=648580.
22. ↑  ”Old (2021)”. Internet Movie Database. http://www.imdb.com/title/tt10954652/.
23. ↑  ”Old (2021)”. Svensk Filmdatabas. http://www.svenskfilmdatabas.se/sv/item/?type=film&itemid=648589.
24. ↑  ”Jungle Cruise (2021)”. Internet Movie Database. http://www.imdb.com/title/tt0870154/.
25. ↑  ”Jungle Cruise (2021)”. Svensk Filmdatabas. http://www.svenskfilmdatabas.se/sv/item/?type=film&itemid=648604.
26. ↑  ”The Suicide Squad (2021)”. Internet Movie Database. http://www.imdb.com/title/tt6334354/.
27. ↑  ”The Suicide Squad (2021)”. Svensk Filmdatabas. http://www.svenskfilmdatabas.se/sv/item/?type=film&itemid=648644.
28. ↑  ”Free Guy (2021)”. Internet Movie Database. http://www.imdb.com/title/tt6264654/.
29. ↑  ”Free Guy (2021)”. Svensk Filmdatabas. http://www.svenskfilmdatabas.se/sv/item/?type=film&itemid=648668.
30. ↑  ”Spirit: Vild och fri (2021)”. Internet Movie Database. http://www.imdb.com/title/tt11084896/.
31. ↑  ”Spirit: Vild och fri (2021)”. Svensk Filmdatabas. http://www.svenskfilmdatabas.se/sv/item/?type=film&itemid=648671.
32. ↑  ”Shang-Chi and the Legend of the Ten Rings (2021)”. Internet Movie Database. http://www.imdb.com/title/tt9376612/.
33. ↑  ”Shang-Chi and the Legend of the Ten Rings (2021)”. Svensk Filmdatabas. http://www.svenskfilmdatabas.se/sv/item/?type=film&itemid=648852.
34. ↑  ”Dune (2021)”. Internet Movie Database. http://www.imdb.com/title/tt1160419/.
35. ↑  ”Dune (2021)”. Svensk Filmdatabas. http://www.svenskfilmdatabas.se/sv/item/?type=film&itemid=648954.
36. ↑  ”No Time to Die (2021)”. Internet Movie Database. http://www.imdb.com/title/tt2382320/.
37. ↑  ”No Time to Die (2021)”. Svensk Filmdatabas. http://www.svenskfilmdatabas.se/sv/item/?type=film&itemid=650836.
38. ↑  ”Halloween Kills (2021)”. Internet Movie Database. http://www.imdb.com/title/tt10665338/.
39. ↑  ”Halloween Kills (2021)”. Svensk Filmdatabas. http://www.svenskfilmdatabas.se/sv/item/?type=film&itemid=650354.
40. ↑  ”Venom: Let There Be Carnage (2021)”. Internet Movie Database. http://www.imdb.com/title/tt7097896/.
41. ↑  ”Venom: Let There Be Carnage (2021)”. Svensk Filmdatabas. http://www.svenskfilmdatabas.se/sv/item/?type=film&itemid=650378.
42. ↑  ”Eternals (2021)”. Internet Movie Database. http://www.imdb.com/title/tt9032400/.
43. ↑  ”Eternals (2021)”. Svensk Filmdatabas. http://www.svenskfilmdatabas.se/sv/item/?type=film&itemid=650853.
44. ↑  ”Last Night in Soho (2021)”. Internet Movie Database. http://www.imdb.com/title/tt9639470/.
45. ↑  ”Last Night in Soho (2021)”. Svensk Filmdatabas. http://www.svenskfilmdatabas.se/sv/item/?type=film&itemid=650946.
46. ↑  ”Sagan om Karl-Bertil Jonssons julafton (2021)”. Internet Movie Database. http://www.imdb.com/title/tt14163772/.
47. ↑  ”Sagan om Karl-Bertil Jonssons julafton (2021)”. Svensk Filmdatabas. http://www.svenskfilmdatabas.se/sv/item/?type=film&itemid=629376.
48. ↑  ”Ghostbusters: Afterlife (2021)”. Internet Movie Database. http://www.imdb.com/title/tt4513678/.
49. ↑  ”Ghostbusters: Afterlife (2021)”. Svensk Filmdatabas. http://www.svenskfilmdatabas.se/sv/item/?type=film&itemid=651133.
50. ↑  ”Encanto (2021)”. Internet Movie Database. http://www.imdb.com/title/tt2953050/.
51. ↑  ”Encanto (2021)”. Svensk Filmdatabas. http://www.svenskfilmdatabas.se/sv/item/?type=film&itemid=651204.
52. ↑  ”West Side Story (2021)”. Internet Movie Database. http://www.imdb.com/title/tt3581652/.
53. ↑  ”West Side Story (2021)”. Svensk Filmdatabas. http://www.svenskfilmdatabas.se/sv/item/?type=film&itemid=653139.
54. ↑  ”Spider-Man: No Way Home (2021)”. Internet Movie Database. http://www.imdb.com/title/tt10872600/.
55. ↑  ”Spider-Man: No Way Home (2021)”. Svensk Filmdatabas. http://www.svenskfilmdatabas.se/sv/item/?type=film&itemid=653148.
56. ↑  ”The Matrix Resurrections (2021)”. Internet Movie Database. http://www.imdb.com/title/tt10838180/.
57. ↑  ”The Matrix Resurrections (2021)”. Svensk Filmdatabas. http://www.svenskfilmdatabas.se/sv/item/?type=film&itemid=653326.
58. ↑  ”Utvandrarna (2021)”. Internet Movie Database. http://www.imdb.com/title/tt4697290/.
59. ↑  ”Utvandrarna (2021)”. Svensk Filmdatabas. http://www.svenskfilmdatabas.se/sv/item/?type=film&itemid=81445.
60. ↑  TT (5 januari 2021). ”Skådespelaren Tanya Roberts dödförklarad – igen”. gp.se. http://www.gp.se/1.39525721. Läst 23 oktober 2021.
61. ↑  ”Tord Peterson från ”Änglagård”-filmerna är död”. DN.SE. 13 januari 2021. https://www.dn.se/kultur/tord-peterson-fran-anglagard-filmerna-ar-dod/. Läst 23 oktober 2021.
62. ↑  ”Skådespelaren Mona Malm är död – blev 85 år gammal”. www.aftonbladet.se. https://www.aftonbladet.se/a/weR19n. Läst 23 oktober 2021.
63. ↑  Byrge, Mike Barnes,Duane; Barnes, Mike; Byrge, Duane (2 februari 2021). ”Hal Holbrook, Actor Who Channeled Mark Twain for Decades, Dies at 95” (på amerikansk engelska). The Hollywood Reporter. https://www.hollywoodreporter.com/movies/movie-news/hal-holbrook-dead-actor-who-played-twain-lincoln-and-deep-throat-728371/. Läst 23 oktober 2021.
64. ↑  ”Skådespelaren Gunnel Lindblom är död”. www.aftonbladet.se. https://www.aftonbladet.se/a/0KLWJg. Läst 23 oktober 2021.
65. ↑  News, A. B. C.. ”Cloris Leachman, Oscar winner and star of 'Mary Tyler Moore Show,' has died at 94” (på engelska). ABC News. https://abcnews.go.com/Entertainment/cloris-leachman-oscar-winner-star-mary-tyler-moore/story?id=44405093. Läst 23 oktober 2021.
66. ↑  ”Skådespelaren Margreth Weivers är död”. SVT Nyheter. 3 februari 2021. https://www.svt.se/nyheter/skadespelaren-margreth-weivers-ar-dod. Läst 23 oktober 2021.
67. ↑  ””Sound of music”-stjärnan Christopher Plummer död – blev 91 år gammal”. www.expressen.se. https://www.expressen.se/noje/sound-of-music-stjarnan-christopher-plummer-dod/. Läst 23 oktober 2021.
68. ↑  Mihu, Florian (9 mars 2021). ”L'acteur David Bailie est mort à l'âge de 83 ans” (på franska). Disneyphile. https://www.disneyphile.fr/lacteur-david-bailie-est-mort-a-lage-de-83-ans/. Läst 23 oktober 2021.
69. ↑  Barnes, Mike; Barnes, Mike (16 mars 2021). ”Yaphet Kotto, Actor in ‘Homicide: Life on the Street,’ ‘Live and Let Die,’ and ‘Alien,’ Dies at 81” (på amerikansk engelska). The Hollywood Reporter. https://www.hollywoodreporter.com/movies/movie-news/yaphet-kotto-dead-homicide-life-street-live-let-die-alien-actor-was-81-1115082/. Läst 23 oktober 2021.
70. ↑  ”Paul Ritter: Friday Night Dinner star dies of brain tumour at 54” (på engelska). the Guardian. 6 april 2021. http://www.theguardian.com/tv-and-radio/2021/apr/06/friday-night-dinner-star-paul-ritter-dies-of-brain-tumour-at-54. Läst 23 oktober 2021.
71. ↑  ”Theater veteran Olympia Dukakis, the Oscar-winning 'Moonstruck' actress, has died” (på amerikansk engelska). Los Angeles Times. 1 maj 2021. https://www.latimes.com/obituaries/story/2021-05-01/olympia-dukakis-dead. Läst 23 oktober 2021.
72. ↑  Barnes, Mike; Barnes, Mike (11 maj 2021). ”Norman Lloyd, Star of ‘Saboteur’ and ‘St. Elsewhere,’ Dies at 106” (på amerikansk engelska). The Hollywood Reporter. https://www.hollywoodreporter.com/movies/movie-news/norman-lloyd-dead-106-1234951530/. Läst 23 oktober 2021.
73. ↑  Barnes, Duane Byrge,Mike; Byrge, Duane; Barnes, Mike (18 maj 2021). ”Charles Grodin, Deliciously Droll Actor, Dies at 86” (på amerikansk engelska). The Hollywood Reporter. https://www.hollywoodreporter.com/movies/movie-news/charles-grodin-deliciously-droll-actor-dies-at-86-1234955192/. Läst 23 oktober 2021.
74. ↑  ”Sylva Perne”. Familjesidan.se. https://www.familjesidan.se/cases/e5d4cf1d-0884-4752-b499-c1dd1f93c101. Läst 23 oktober 2021.
75. ↑  ”Dagens Nyheter”. www.dn.se. https://www.dn.se/familj/dodsannonser/#/CaseInline/722923?query=g%C3%B6te%20fyhring. Läst 23 oktober 2021.
76. ↑  Barnes, Mike; Barnes, Mike (13 juni 2021). ”Ned Beatty, Acclaimed Character Actor in ‘Deliverance,’ ‘Network’ and ‘Homicide: Life on the Street,’ Dies at 83” (på amerikansk engelska). The Hollywood Reporter. https://www.hollywoodreporter.com/movies/movie-news/ned-beatty-dead-deliverance-1234967321/. Läst 23 oktober 2021.
77. ↑  ”Skådespelaren Åke Lundqvist är död”. SVT Nyheter. 5 augusti 2021. https://www.svt.se/kultur/skadespelaren-ake-lundqvist-ar-dod. Läst 23 oktober 2021.
78. ↑  ”Skådespelaren Anki Larsson död – blev 67 år gammal”. www.expressen.se. https://www.expressen.se/noje/skadespelaren-anki-larsson-dod-blev-67/. Läst 23 oktober 2021.
79. ↑  Barnes, Mike; Barnes, Mike (29 augusti 2021). ”Ed Asner, the Iconic Lou Grant on Two Acclaimed TV Series, Dies at 91” (på amerikansk engelska). The Hollywood Reporter. https://www.hollywoodreporter.com/tv/tv-news/ed-asner-dead-lou-grant-1235004802/. Läst 23 oktober 2021.
80. ↑  ”Skådespelaren Oliver Loftéen är död”. www.aftonbladet.se. https://www.aftonbladet.se/a/wORGpL. Läst 23 oktober 2021.
81. ↑  Reuters (6 september 2021). ”France mourns 'national treasure' Belmondo, New Wave cinema star” (på engelska). Reuters. https://www.reuters.com/lifestyle/french-actor-jean-paul-belmondo-dies-afp-2021-09-06/. Läst 23 oktober 2021.
82. ↑  Evans, Greg; Evans, Greg (14 september 2021). ”Norm Macdonald Dies: Influential Comedian & Former ‘SNL’ Weekend Update Anchor Was 61” (på amerikansk engelska). Deadline. https://deadline.com/2021/09/norm-macdonald-dead-obituary-comedian-saturday-night-live-weekend-update-anchor-was-61-1234833212/. Läst 23 oktober 2021.
83. ↑  Barnes, Mike; Barnes, Mike (16 september 2021). ”Jane Powell, Star of ‘Seven Brides for Seven Brothers,’ Dies at 92” (på amerikansk engelska). The Hollywood Reporter. https://www.hollywoodreporter.com/movies/movie-news/jane-powell-dead-seven-brides-for-seven-brothers-1235015318/. Läst 23 oktober 2021.
84. ↑  ”Röstskådespelaren Gunnar Ernblad är död – var B1 i ”Bananer i pyjamas”: ”Stor sorg””. www.aftonbladet.se. https://www.aftonbladet.se/a/8QE89G. Läst 23 oktober 2021.

### Webbkällor
- Svensk Filmdatabas – Filmer med premiär 2021
- IMDb - Filmer med premiär 2021 (engelska)